# 洪清波
洪 清波（ホン・チョンパ、洪淸波、朝鮮語: 홍청파）は、満州国、朝鮮民主主義人民共和国の軍人。創氏改名時の日本名は洪沼清源。

## 経歴
北間島和龍県で農業に従事していたが、満州国軍に入隊し、琿春国境監視隊に班長として服務。
1938年4月、琿春国境監視隊は解体され、同年9月に間島特設隊創設要員として派遣。
1942年、陸軍訓練学校（中央陸軍訓練処の後身）に入校して軍事教育を受けた後、1943年に少尉任官。間島特設隊に復帰し、1944年から熱河省榆樹林子一帯で活動。同年秋から1945年1月まで密雲県石匣鎮と平谷県一帯で活動。以後、河北省司集鎮で間島特設隊情報班副主任兼班長として活動。
『親日人名辞典』によれば、第二次世界大戦終戦後は奉天（瀋陽）で朝鮮義勇軍に潜入し、平壌に入った。米軍資料によれば、朝鮮戦争中、朝鮮人民軍第15連隊長（大佐）、第5軍団予備連隊長を務めている。
金中生『朝鮮義勇軍の密入北と6・25戦争』によれば
、瀋陽で朝鮮義勇軍先遣縦隊に加入し、軍事訓練責任者に任命された。その後、朝鮮義勇軍第1支隊作戦参謀に任命されたが、部隊の入北には同行せず中国に残留した。間島特設隊出身者では洪清波や朱在徳らが軍事上の知識や指揮能力を買われて第1支隊に所属していたが、その経歴を北朝鮮当局が歓迎しなかったため残留したという。
朝鮮戦争勃発後の1950年8月、瀋陽朝鮮族混成団とともに入北し、のちに朝鮮人民軍第5軍団本部へ配属された。1951年2月、洪川付近で戦闘中だった人民軍第15連隊では、洪允基連隊長、李青原連隊参謀長、文化副連隊長、政治保衛責任将校、通信参謀、通信兵2名の計7名が塹壕に直撃弾を受けて一度に戦死したため、急遽、大隊長のうちで最先任だった朴正華が連隊参謀長に昇格して指揮を代行した。4月、洪清波は後任の第15連隊長に任命されたが、作戦指揮が時代遅れの精神論に傾いて損害を重ねたため2ヶ月もしないうちに更迭され、朴正華が連隊長に昇格した。
洪清波はその後、軍団航空参謀を務めたが、停戦後に銃殺された。

## 評価
中国共産党は「厳重な血債があり、人民の憤怒が極めて大きな歴史反革命分子」と規定。
2008年4月29日に民族問題研究所と親日人名辞典編纂委員会が発表した親日人名辞典収録対象者軍部門に記載。また、親日反民族行為者にも認定された。
2009年、親日反民族行為真相糾明委員会は報告書で「満州国軍の下士官及び将校として、1938年に創設要員として派遣されてから、日帝の敗戦まで間島特設隊に服務した」「とくに間島特設隊が熱河省に派遣されて以降、情報班の幹部として治安粛正を名目とした討伐行為を行って侵略戦争に積極的に協力し、戦争とは無関係の民衆に対する殺傷行為に関係した」「さらにこのような討伐行為の功労として勲六位景雲章を受けた」ことを挙げ、日帝強占下反民族行為真相糾明に関する特別法第2条第10号「日本帝国主義軍隊の少尉以上の将校として侵略戦争に積極的に協力した行為」及び第2条第19号「日本帝国主義の植民統治と侵略戦争に協力して褒賞または勲功を受けた者として日本帝国主義に著しく協力した行為」に該当する親日反民族行為と決定した。

## 勲章
- 国境事変従軍記章 1940年11月[4]
- 勲六位景雲章 1943年9月[4]